# Ostřice obecná
Ostřice obecná (Carex nigra, syn: Carex acuta var. nigra, Carex fusca) je druh jednoděložné rostliny z čeledi šáchorovité (Cyperaceae). Někdy také bývá uváděna pod jménem ostřice hnědá.

## Popis
Jedná se o rostlinu dosahující výšky nejčastěji 10–80, vzácněji až 110 cm. Je vytrvalá, netrsnatá nebo vzácněji trochu trsnatá. Listy jsou střídavé, přisedlé, s listovými pochvami. Lodyha je ostře trojhranná, trochu drsná, delší než listy až stejně dlouhá jako listy. Čepele jsou asi 2–5 mm široké, při zasychání na okraji nadvinuté. Bazální pochvy jsou nejčastěji hnědé, nerozpadavé nebo se někdy slabě vláknitě rozpadají. Ostřice obecná patří mezi různoklasé ostřice, nahoře jsou klásky čistě samčí, dole čistě samičí. Samčích klasů bývá 1–2, samičích 2–4. Dolní listen je kratší než květenství. Okvětí chybí. V samčích květech jsou zpravidla 3 tyčinky. Čnělky jsou většinou 2. Plodem je mošnička, která je 2–3,7 mm dlouhá, elipsoidní, žilnatá (na rozdíl od ostřice Bigelowovy), zelená, za zralosti pak hnědá až černá, na vrcholu zúžená do velmi krátkého nerozeklaného zobánku. Každá mošnička je podepřená plevou, která je za zralosti nachově černohnědá. Kvete nejčastěji v květnu až v červenci. Počet chromozómů: 2n=83, 84 nebo 85.

## Rozšíření
Ostřice obecná je rozšířena ve větší části Evropy kromě úplného jihu, na východ její rozšíření zasahuje až na Sibiř, dále roste na Islandu, v Grónsku a na poloostrově Labrador v Kanadě.
Jedná se o velmi variabilní druh, bylo popsáno několik poddruhů. Trsnaté rostliny bývají popisovány jako Carex nigra subsp. juncella (Fries) Lemke. Někdy mohou být zaměňovány s ostřicí trsnatou. Vysokohorské rostliny rostoucí často spolu s druhem ostřice Bigelowova bývají popisovány jako Carex nigra subsp. alpina (Gaudin) Lemke. Problémy působí také typy na přechodu k příbuznému druhu ostřice štíhlá, které však asi nejsou hybridního původu.
Mapky rozšíření viz zde: subsp. nigra:  a subsp. juncella: .

## Rozšíření v Česku
V ČR roste celkem hojně od nížin po hřebeny hor. Vzácná je pouze v některých teplých a suchých oblastech jako je např. jižní Morava. Nejčastěji se vyskytuje na vlhkých loukách, v mokřinách podél lesních cest, v rašeliništích, popř. v subalpínských trávnících.